# ヒノキシダ
ヒノキシダは、シダ植物門チャセンシダ科チャセンシダ属のシダである。森林に生育する常緑性の種で、細かく裂けた葉が美しいシダである。

## 特徴
ヒノキシダ(Asplenium prolongatum Hook.)は深い森林内の湿ったところに生える小型のシダ類である。細かく裂けた葉の形がヒノキに似ていることからの命名と考えられる。
茎はごく短くて立ち、多数の葉をつける。葉は斜め上に伸び、先端は下を向く。葉柄も羽片も裂片もほぼ同じ質の滑らかな緑色なので、なんとなくビニールの造花を思わせる質感である。
葉の基部は葉柄になっており、長さ5-10cm、基部に鱗片があるがすぐに脱落する。葉身は長さ10-20cm、全体の形は長楕円形から披針形、二回羽状複葉に分かれる。羽片はそれぞれ羽状に分裂しているが、上側の方が下側より裂片が多い。裂片は線形、幅1.5mm。それぞれの羽片の間はその裂片の幅以上に開く。裂片の裏側には一つずつ胞子のう群がある。胞子のう群は線形で長さ2-5mm。

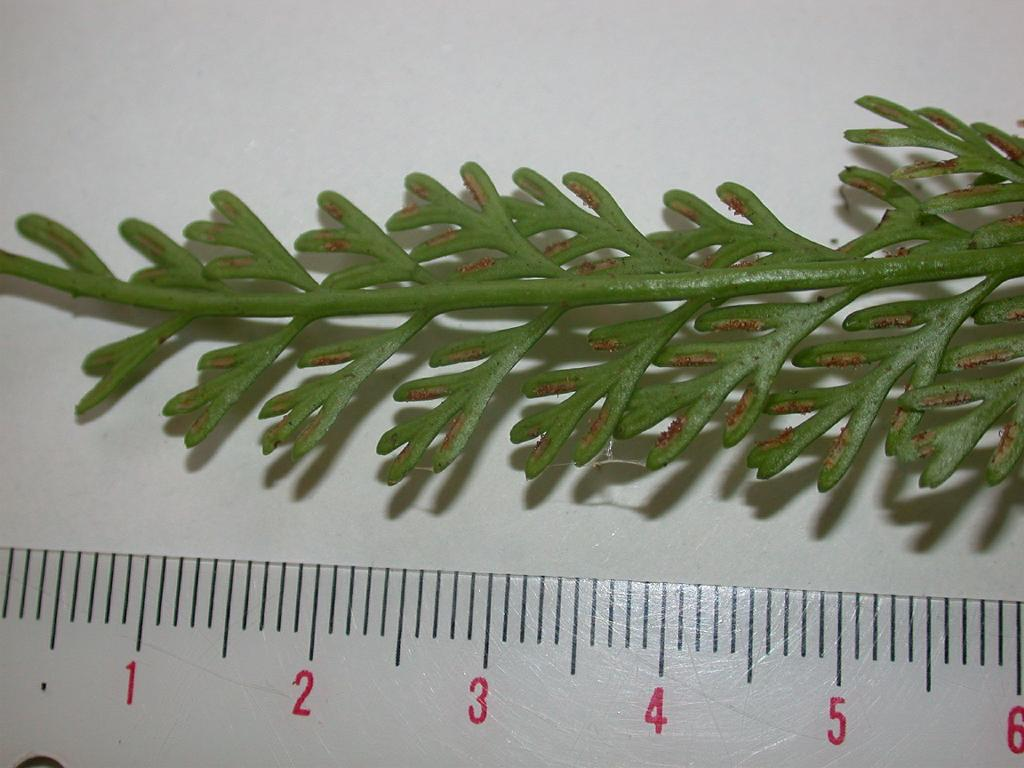
葉裏の胞子嚢群

葉の先端は棒状に少し突き出し、先端はゆるやかに弧を描いて地表に接する。そこから根を出し、芽が出て新たな株を形成する。その株の葉の先からも新たに株を作り、しばしば密な群落をつくっているのが見られる。

## 分布
本州では伊豆半島や紀伊半島など、四国南部、九州に知られる。国外では朝鮮、台湾、中国、ベトナム、インド、スリランカなどに分布がある。

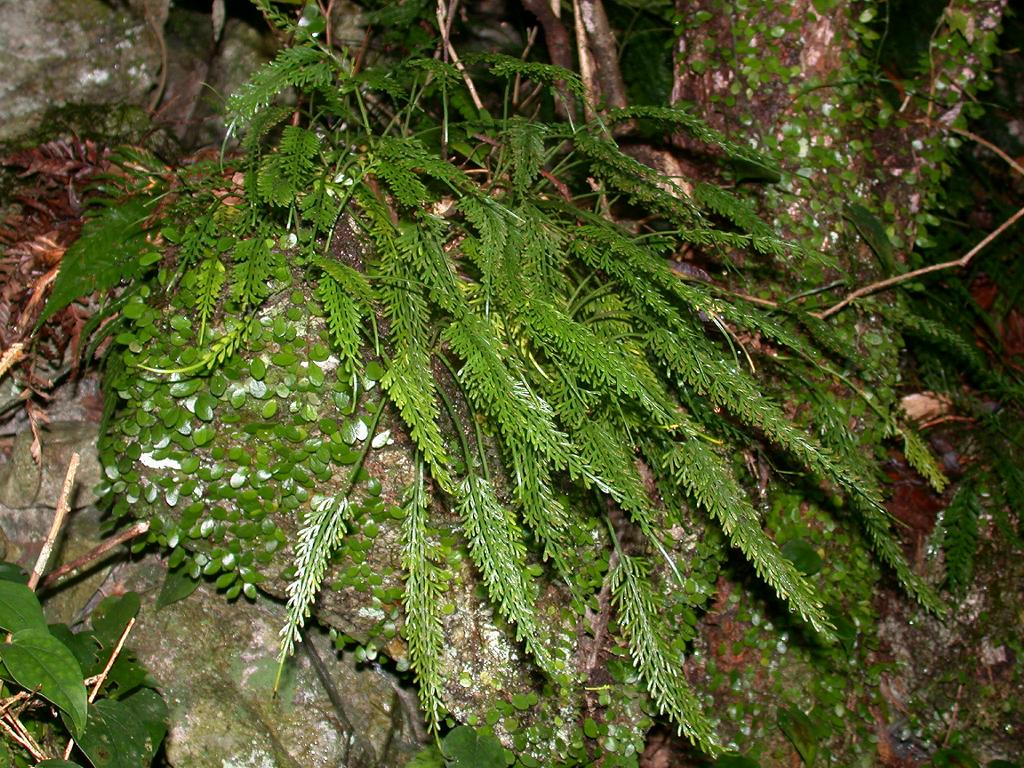
群落

## 近似種
その形の特徴と、地表を這い回るような姿から、見分けるのは簡単である。形の上で最もよく似ているのは、コウザキシダ(A. ritoense Hayama)である。葉の裂け方や、その質感などがよく似ている。しかし、葉全体の形が楕円形に近く、幅広いことや、先端から芽が出ない点などで区別できる。どちらかと言えば岩の側面に着生状になり、葉を垂れ下がらせるように生育していることが多い。アオガネシダ(A. wolfordii Mett. ex Kuhn)やオオバヒノキシダ(A. trigonopterum)もやや似ているが、小羽片がやや幅広く、胞子のう群が複数つく。いずれも本州南岸以南に生育する。他にも近縁種は多数あるが、形態的にはやや外れる。